# Снови у вештичјој кући
„Снови у вештичјој кући” (енгл. The Dreams in the Witch House) је приповетка америчког писца Хауарда Филипса Лавкрафта, написана у јануару/фебруару 1932. и објављивана у јулу 1933. у часопису Weird Tales.

## Радња
Волтер Гилман, студент математике и фолклора на Универзитету Мискатоник, изнајмљује собу у поткровљу „Вештичје куће” у Аркаму у Масачусетсу, за коју се прича да је проклета. Кућа је некада била уточиште Кезаје Мејсон, оптужене за вештичарство која је мистериозно нестала из затвора у Сејлему 1692. године. Гилман открива да су, током већег дела претходна два века, многи станари тавана прерано умрли. Димензије Гилманове собе у поткровљу су необичне и чини се да су у складу са неком врстом неземаљске геометрије. Гилман претпоставља да структура може омогућити путовање из једне равни или димензије у другу.
Гилман почиње да доживљава бизарне снове у којима као да лебди без физичког облика кроз онострани простор неземаљске геометрије и неописивих боја и звукова. Међу елементима, и органским и неорганским, он опажа облике које урођено препознаје као ентитете који се појављују и нестају тренутно и насумично. Неколико пута се у сну сусреће са бизарним скуповима „светлуцавих, елипсасто округлих мехурова”, као и са полиедарском фигуром која се брзо мења, од којих обе делују разумно. Гилман такође има ноћна искуства која укључују Кезају и њеног фамилијара пацовског тела, са људским лицем, Смеђег Џенкина, за које верује да уопште нису снови. У другим сновима, Гилман је одведен у град Древних и чак доноси доказ да је заиста био тамо — минијатурну статуу Древних коју је одломио од балустера у граду. Статуа је направљена од непознатих материјала и необичне врсте легуре.
Чини се да Гилманова чудна искуства ескалирају док сања да потписује „Књигу Азатота” под командом Кезаје, Смеђег Џенкина и злогласног „Црног Човека”. Они касније одводе Гилмана до Азатотовог трона у „Центру хаоса” и приморавају га да буде саучесник у отмици детета. Буди се и открива блато на ногама и вест о његовој умешаној отмици у градским новинама. Током Валпургијске ноћи, Гилман сања да Кезаја и Смеђи Џенкин жртвују отето дете у бизарном ритуалу. Он дави Кезају, али Смеђи Џенкин угризе дете за зглоб да би завршио ритуал и бежи у троугласти понор. Док се буди, Гилман чује неземаљски звук који га оставља глувим. Он прича свом пансионеру Френку Елвуду своју ужасну причу. Следеће ноћи, Елвуд изненада види како Смеђи Џенкин прождире свој пут из Гилманових груди.
Станодавац убрзо напушта кућу и исељава своје станаре. Кућу осуђује грађевински инспектор. Касније, олуја руши кров. Радници послани да сруше кућу годинама касније проналазе Кезајин скелет и њене књиге о црној магији. Пронађен је простор између зидова испуњен дечијим костима, жртвеним ножем и посудом од неког метала коју научници не могу да идентификују. Откривена је и чудна камена статуета звездогллавог Древног из Гилманових снова. Ови предмети су изложени у музеју Универзитета Мискатоник, где настављају да мистификују академике. Скелет огромног деформисаног пацова са наговештајима људске анатомије или примата убрзо је откривен унутар пода у поткровљу; ово збуњује академску заједницу и толико узнемирава раднике на рушењу да пале свеће захвалности у оближњој цркви у знак прославе смрти тог створења.

## Ликови

### Волтер Гилман
Пореклом из Хејврила у Масачусетсу, Волтер Гилман је дошао на Мискатоник да проучава „нееуклидски рачун и квантну физику”, које је повезао са „фантастичним легендама о старијој магији”. Мучи га дубока ментална напетост изазвана пренапорним учењем и у једном тренутку му професори забрањују да даље консултује универзитетску колекцију ретких књига, укључујући Некрономикон, Књигу Еибонову и Безимене култове. Како прича напредује, Гилман сања Кезају Мејсон, Смеђег Џенкина, Ниарлатотепа и апстрактну вишу димензију, а почиње и да хода у сну. Оштрина његових чула како је описана у уводним пасусима може се упоредити са оштрином неких од ликова Едгара Алана Поа. Гилман признаје своју пуну причу свом колеги студенту Френку Елвуду, а затим га убије Смеђи Џенкин, који му избија из груди.

### Кезаја Мејсон
Старица из Аркама која је ухапшена током суђења вештицама у Сејлему 1692. године. У свом сведочењу судији Џону Хаторну говорила је о „линијама и кривуљама које треба направити да би се указали правци што воде преко граница свемира у друге свемире... Такође је говорила о Црном Човеку, о својој заклетви, и о свом новом тајном имену Нахаб.” Касније је мистериозно нестала из своје ћелије, остављајући за собом „кривуље и углове ишаране по сивим каменим зидовима некаквом црвеном, лепљивом течношћу” који су били необјашњиви чак и за Котона Мадера. Гилман сумња да је Кезаја — „обична старица из седамнаестог века” — развила „увид у математичке дубине које су можда превазилазиле и крајње модерна истраживања Планка, Хајзенберга, Ајнштајна и де Ситера.” На крају је откривено да је отишла у вишу димензију да би стекла знање и служила Ниарлатотепу, пошто је потписала књигу Азатота. Описано је да има „уназад повијен дугачак нос и смежурану браду”. Израз њеног лица одавао је „мешавину настране злобе и ликовања”, и имала је „промукли глас који га је убеђивао и претио”. Она се облачи у „безобличну смеђу одећу”. Кезаја се „успаничи” при погледу на распеће које Гилман носи, због чега овај успева да је задави у самоодбрани.”

### Смеђи Џенкин
Кезајин фамилијар, „мали крзнени створ са белим зубима, не већи од повеликог пацова”, која годинама прогања вештичју кућу и Аркам генерално, „радознало њушкајући људе у црним сатима пред зору”. Џенкин је описан на следећи начин:
Сведоци су приповедали да је сподоба имала дугачку длаку и тело пацова, али јој је оштрозубо и брадато лице било опако људско, док су канџе подсећале на на сићушне човечје шаке. Преносила је поруке између старе Кезаје и ђавола, а појила се вештичином крвљу, сисајући је попут вампира. Сподобин глас је подсећао на одвратан кикот, а говорила је на свим језицима.

### Црни Човек
У сновима, Гилман среће:
прилику коју никада раније није видео — високог и мршавог мушкарца мртвачке црне пути, али и без најмањег трага негроидних црта: био је без иједне власи и голобрад, а једина одећа на њему беше безоблични плашт од неке тешке црне тканине. Ноге му се нису могле видети пошто су их заклањали сто и клупа, али су несумњиво биле потковане јер се чуо звекет сваки пут када би се померио. Мушкарац није ништа говорио, и никакав израз се није примећивао на његовом ситном, правилном лицу. Само је показао на огромну књигу која је растворена лежала на столу....
Овај лик је касније идентификован као „древна прилика заменика или гласника скривених и страшних моћи — 'Црни Човек' из вештичјег култа и Ниарлатотеп из Некрономикона.” Касније упућивање на ознаке на поду које Гилман налази међу сопственим отисцима сугерише да Црни Човек уместо стопала има расцепљена копита.

### Френк Елвуд
Једини колега студент Волтера Гилмана који живи у вештичјој кући. Покушава да помогне Гилману у његовом сомнамбулизму и слуша његову исповест на самрти. Види како Гилман умире и бива институционализован на годину дана.

### Џозеф Мазуревич
Религиозни фанатик у вештичјој кући чија молитва узнемирава Гилмана. Речено је да се моли „против пузавог хаоса”.

### Отац Иваницки
У раној верзији Лавкрафтове Сенке над Инсмутом (1931) постојао је отац Иваницки, али је лик избачен из коначне верзије.

## Инспирација
Приповетка је вероватно инспирисан предавањем Вилема де Ситера Величина универзума, коме је Лавкрафт присуствовао три месеца пре писања приче. Де Ситер се помиње по имену у причи, описан је као математички геније и наведен у групи других интелектуалних умова, укључујући Алберта Ајнштајна. Неколико истакнутих мотива — укључујући геометрију и закривљеност простора, као и коришћење чисте математике за дубље разумевање природе универзума — обухваћено је и у Лавкрафтовој причи и у де Ситеровом предавању. Идеја коришћења виших димензија нееуклидског простора у виду пречице кроз нормални простор може се пратити до Природе физичког света Артура Едингтона на коју Лавкрафт у једном писму алудира да је прочитао. Ове нове идеје су подржале и даље развиле концепт фрагментираног простора огледала, који је претходно увео Лавкрафт у причи „Замка“ (1931).
Енциклопедија Х. Ф. Лавкрафта тврди да су „Снови у вештичјој кући” били „под јаким утицајем недовршеног романа Септимус Фелтон Натанијела Хоторна”.

## Пријем
Прича је углавном добила негативне критике; неки су заплет сматрали превише нејасним, а други превише експлицитним. Негативну реакцију Огаста Дерлета на необјављену причу Лавкрафт је пренео другом дописнику: „Дерлет није рекао да се не може продати; у ствари, он је пре мислио да ће се продати. Рекао је да је то лоша прича, што је у потпуности другачија и много важнија ствар”. Лавкрафт је одговорио Дерлету: „[Ваша] реакција на моје јадне 'Снове у вештичјој кући' је, у ствари, отприлике оно што сам очекивао — иако нисам мислио да је овај јадни неред толико лош колико сте га описали... Читав инцидент ми показује да су моји дани фикције вероватно прошли.”
Тако обесхрабрен, Лавкрафт је одбио да преда причу за објављивање било где; без Лавкрафтовог знања, Дерлет ју је касније доставио часопису Weird Tales, који ју је прихватио.  Према Историјском друштву Х. Ф. Лавкрафта, уредник часописа, Фарнсворт Рајт, затражио је од Лавкрафта дозволу за радио-адаптацију. Лавкрафт је то одбио, написавши: „Оно што јавност сматра 'чудношћу' у драми је прилично јадно или апсурдно... Све су оне исти – равне, отрцане, синтетичке, у суштини безатмосферске збрка конвенционалних врисака и мрмљања, и површних механичких ситуација.”
Многи каснији критичари су делили Дерлетов став. Лин Картер је назвао причу „мањим делом” које „остаје јединствено једнодимензионално, необично незадовољавајуће”. Стивен Џ. Мариконда је причу назвао „Лавкрафтовим величанственим неуспехом... њено неуједначено извођење није једнако њеним концепцијама које одузимају дах, од којих су неке од најоригиналнијих у маштовитој књижевности”. Питер Кенон тврди да се „већина критичара слаже” да се „Снови у вештичјој кући“ рангирају са „Ствари на прагу” као „најслабија од Лавкрафтових каснијих прича”. С. Т. Џоши је описао причу као „једну од [Ловкрафтових] најлошијих каснијих радова.” Енциклопедија Х. Ф. Лавкрафта се жали да „иако прича садржи живописне космичке видике хиперпростора, изгледа да Лавкрафт није на задовољавајући начин осмислио детаље радње... Чини се као да је циљао само на низ запањујућих слика, не трудећи се да их споји у логичан низ.”
У скорије време, појавиле су се повољније критике „Снова у вештичјој кући”. Лавкрафтов колумниста, Кенет Хајт, назива причу „једним од најчистијих и најважнијих примера чистог Лавкрафтовског космицизма”, сугеришући да је она најпотпунији израз ауторовог мотива „С оне стране”, такође истраженог у причама као што су „Музика Ериха Зана”, „Хипнос” и „Гонич”. Лавкрафтов критичар и добитник Гонкурове награде писац Мишел Уелбек смешта причу унутар онога што он назива Лавкрафтовим „дефинитивним четвртим кругом”, сврставајући је поред седам других прича које чине „апсолутно срце Лавкрафтовог мита [...] оно што већина побеснелих лавкрафтоваца и даље назива, готово упркос себи, 'сјајним текстовима'.”